# Piepenbach (Horne)
Der Piepenbach ist ein 2,4 km langer, orografisch rechter Nebenfluss der Horne, der im  nordrhein-westfälischen Kreis Unna verläuft.

## Verlauf
Der Piepenbach entspringt am westlichen Rand der Stadt Werne in Nordrhein-Westfalen. In südöstlicher Richtung fließend, erreicht er nach ca. einem halben Kilometer den Stadtwald Werne, den er etwa 700 m lang durchquert. Am Ende des Waldes fließt ihm von rechts ein nicht näher bezeichneter Bach zu. Anschließend läuft er weiter östlich am Sportplatz Lindert vorbei und erreicht nach 2,7 km auf einer Höhe von 59 m ü. NN die Horne.

## Umwelt
Der Piepenbach entspringt in einem artenreichen und stufig aufgebauten Feldgehölz. Bis zu seiner Mündung läuft er in naturnahem Bewuchs unter seiner Naturböschung.

## Hochwasserrückhaltebecken
Seit Frühjahr 2015 wird der Plan eines Hochwasserrückhaltebecken am Lindert umgesetzt. Das 1,7 Mio. Euro teure Bauprojekt solle Überschwemmungen des Piepenbachs zukünftig vorbeugen. Es soll 1,20 m tief werden und bis zu 9.000 m³ fassen.